# Горицианское кружево
Горицианское кружево (итал. Merletto goriziano) — это коклюшечное кружево, изготовленное вручную во Фриули-Венеция-Джулия области Гориция .

## Особенности
Горицианское кружево — это уникальное или ограниченное тиражом художественное произведение.
Изготавливается строго вручную, с помощью подушки и коклюшек.
Хорошее исполнительское качество зависит от баланса натяжения нитей. В основном изготавливается из пряжи хорошего качества, которая может состоять из натуральных волокон (лен, хлопок, шелк, конопля) или синтетических (нейлон, полиэстер). Пряжа может быть цветной или натуральных оттенков. Как правило, чем тоньше пряжа, тем незаметнее кружево и тем больше оно ценится.
Для некоторых более художественных ювелирных работ также могут использоваться металлические материалы (золото, серебро), которые не только драгоценны, но и очень трудны в обработке. Сегодня ювелирные изделия иногда изготавливаются с использованием техники коклюшечного кружевоплетения из золотой или серебряной пряжи. Изделия также могут украшаться драгоценными камнями.

### Технология
Помимо стежка Гориция, могут использоваться различные стежки: тамбурные стежки, колышки, шнуровка, простой полотняный стежок во всех его вариациях, старинный полотняный стежок, серпантин, полустежок, фламандские стежки, трехпарный фландрический стежок, пауки, звездочки, крестики, матовый шов и рыбки, китайские рыбки, разные сети, бельгийский шов, розовый шов, брюссельский шов, тюль, слюна, цветы, листья.

## История
Истоки производства кружева в Гориции связаны с прибытием в город религиозного ордена Урсулинок в 1672 году. Обучение кружевному искусству было связано с «внешней школой», открытой для всех девушек из города с XVII века. .
Раньше Гориция была небольшим торговым центром с земледельческим прошлым, в котором отсутствовал экономически зажиточный класс, основанный на объединении ремесленной и коммерческой деятельности: по этим причинам не было ни рыночных, ни производственных условий, способных благоприятствовать кустарному производству кружева.
Между XVII и XVIII веками деревня имела многочисленных мастеров по производству шелка, которых привлекали возможности австро-венгерской имперской администрации. В этом контексте поселение урсулинок, женского религиозного ордена, отличавшегося активной религиозной проповедью, основанной на трудолюбии и экономической самодостаточности, укоренилось в местной общине, став ориентиром для горицианской знати, доверившей ей воспитание собственных молодых девушек. Возможно, именно основательница монастыря, мать Катерина Ламбертина де Паули Стравиус (1633—1693) из Льежа, привнесла искусство кружева в школу из своего родного города, где оно уже процветало. С самого начала кружева, безусловно, продавались: в 1679 году была зафиксирована очень крупная запись в 110 скуди, «полученных из Вены за мерле». Первые шнурки приходилось делать иголкой : по свидетельствам, послушники работали до ночи, в «церковной тишине», а шпульное плетение производило характерное фоновое тиканье. Кроме того, монахини работали, стоя на коленях в молитве.
Традиция продолжалась курсами, проводимыми в школах, созданных Австро-Венгерской империей и организованных Центральной школой кружева в Вене, которая, в свою очередь, связана с Wiener Werkstaette. С переходом Гориции в Королевство Италия преподавание кружева на коклюшках продолжилось под руководством Королевских курсов кружевоплетения. После Второй мировой войны, начиная с 1946-47 учебного года, продолжались школьные курсы кружева, организованные с 1978 года Школой кружевных курсов Гориции, распространяя практику по всему региону.

### Курсы школы кружева в Гориции
Региональная структура «Школа кружевных курсов в Гориции», созданная в 1978 году, осуществляет дидактическую деятельность во всех четырех провинциях Фриули-Венеция-Джулия, а также заботится о приумножении своего наследия и организации выставок, конференций и отраслевых конкурсов. .
Школой управляет «Фонд школы кружева Гориция», основанный в апреле 2013 года автономным регионом Фриули-Венеция-Джулия совместно с муниципалитетом, провинцией Гориции
Первым президентом фонда является Карло дель Торре.

### Зарегистрированная торговая марка
С 2008 года кружево Гориция продвигается и защищается также через коллективный бренд под названием «Merletto Goriziano-SCM-FVG». Торговая марка может быть использована для изготовления коклюшечного кружева ручной работы в регионе Фриули-Венеция-Джулия и в соответствии с традициями, продвигаемыми и охраняемыми Школой кружева Гориция, которая обеспечивает точность, аккуратность, регулярность и единообразие технологии производства кружева.

## Другие проекты
- Wikizionario contiene il lemma di dizionario «Merletto goriziano»
- Wikimedia Commons contiene immagini o altri file su Merletto goriziano